# サンミュージックブレーン
株式会社サンミュージックブレーンは、東京都新宿区四谷に本社を置くサンミュージックグループの芸能事務所である。

## 概要
かつてはサンミュージックプロダクションの二軍的存在だったが、現在では独自にタレントのプロモート・育成を行っている。基本的に子役や若手タレントのマネージメントが中心である。

## 主な所属タレント

### 女性
あ行
- 赤澤輝美
- 歩日
- 大出菜々子
- 大勝かおり
- 岡林佑香
- 小野木聡美
- 小俣里奈

か行
- 金子彩
- 川口凛
- 菅家綾子
- 木村美言
- 桑田愛唯
- 小林歩乃佳
- 駒谷仁美（元AKB48→SDN48）

さ行
- 坂口あずさ
- 佐藤栞菜
- 清水聖波
- 鈴木亜里紗
- 芹澤みづき

た行
- 高砂ひなた
- 高橋舞
- 高山麻美
- 東條公美

な行
- なみ
- 野見山れいな

は行
- 橋本智恵子
- 福嶋千明

ま行
- 舞優
- 村崎真彩

や・ら・わ行
- 山内紅実
- 米澤史織
- レイラニ

### 男性
あ行
- 相川絢
- 藍沢晃多
- 蒼木陣
- 足立成
- 安達大
- 阿部弘太郎
- 阿部考将
- 荒大洋
- 飯島祥亜
- 井澤巧麻
- 石田泰誠
- 稲葉大助
- 植田健
- 大野瑞生
- 奥田一摩
- 長部努
- 尾名正成

か行
- 加藤将太
- 川口和空
- 久保山知洋
- 蔵田尚樹
- 倉本発
- 後藤恭路
- 小松準弥

さ行
- 佐伯亮
- 佐藤涼平
- 佐奈宏紀
- 澤田陸
- 澤田怜央
- 杉尾翔太
- 椙杜翔馬
- 杉本泰郷
- 鈴木悠貴

た行
- 高橋佳大
- 高橋賢一
- 高橋伸乃丞
- 高濱正朋
- 竹内友哉
- 谷野欧太
- 谷水力
- 田野井健

な行
- 野田吉行
- 野呂汰雅

は行
- 林和哉
- 平野宏周

ま行
- 丸山隼
- 三井理陽
- 向山明希
- 茂木拓也
- 望月崇生
- 椋木ホセマルティン

や・ら・わ行
- 山内秀一
- 山形匠
- 横山幸汰